# 목무늬우는토끼
목무늬우는토끼(Ochotona collaris)는 작은 토끼과 동물로, 미국 알래스카 중부와 남부 그리고 캐나다 서부의 바위가 많은 고산지대에 서식하고 있다. 아메리카우는토끼(O. princeps)와 아주 가까우며 비사회적이며 동면을 하지 않는다.
먹이를 구할 수 없는 겨울에 먹기 위해, 여름에 식물을 모아서 바위밑에 저장하는데 대부분의 시간을 보낸다. 특히 7월과 8월에 식물을 모으기 위해서 비교적 멀리까지 수많은 여행을 하기도 한다.
생후 약 1년이 지나면 성적으로 성숙해지며, 매년마다 2-3마리의 새끼를 낳는다. 태어난 새끼는 젖을 떼고 바깥으로 나오기 전까지 약 30일 동안 보금자리에서 보호받으며, 그 후 청소년기의 우는토끼는 오직 몇 일 동안만 어미의 영역에 머물며, 그 이후로는 독립하여 자신의 영역을 찾기위해 헤어진다.